# Maria Piłsudska (1842–1884)
Maria Piłsudska z Billewiczów (ur. 1842 w Adamowie, zm. 1 września 1884 w Wilnie) – matka Józefa Piłsudskiego.

## Życiorys
Maria Billewicz urodziła się w Adamowie pod Teneniami, w ówczesnej guberni kowieńskiej, w rodzinie Antoniego Billewicza herbu Mogiła i Heleny z Michałowskich. Pochodziła ze szlacheckiego rodu Billewiczów. Jej krewnymi były Joanna i Zofia Billewicz, siostry, pisarki i działaczki społeczne. W dzieciństwie przeszła operację biodra w Berlinie, przez co całe życie lekko utykała.
22 kwietnia 1863 w Teneniach wyszła za mąż za Józefa Wincentego Piłsudskiego. W posagu wniosła majątek odziedziczony po swojej matce Helenie z Michałowskich. Z Józefem Wincentym miała dwanaścioro dzieci.
Maria wpajała dzieciom patriotyzm, uczyła je polskiej literatury i historii. Nie zaniedbywała także innej edukacji: szwajcarska guwernantka uczyła dzieci francuskiego i niemieckiego. Maria widziała w swoich synach, szczególnie w Józefie, bojowników o wolność Polski.

## Miejsce spoczynku

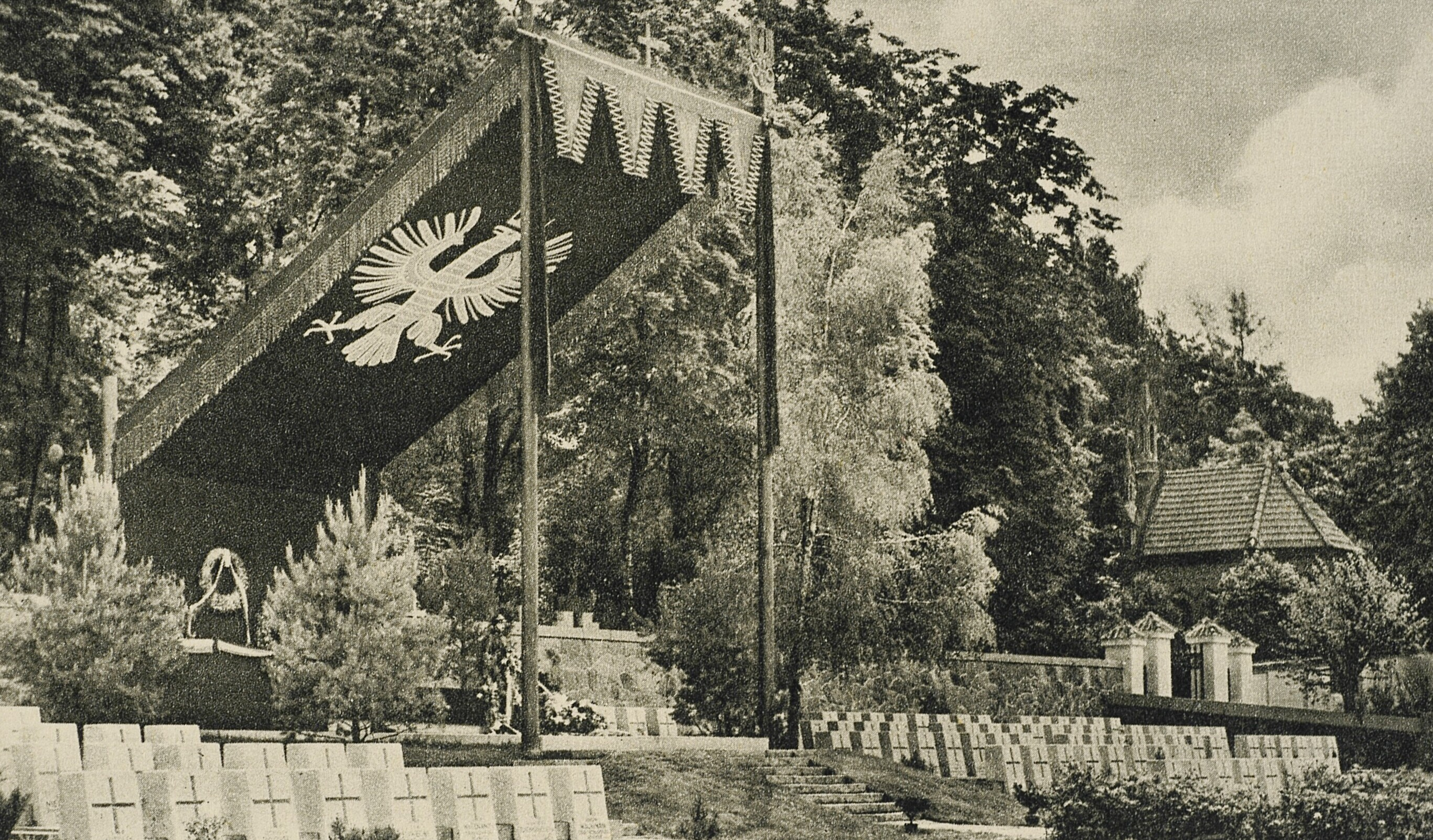
Cmentarz Na Rossie w Wilnie, mauzoleum Matka i Serce Syna, 1937

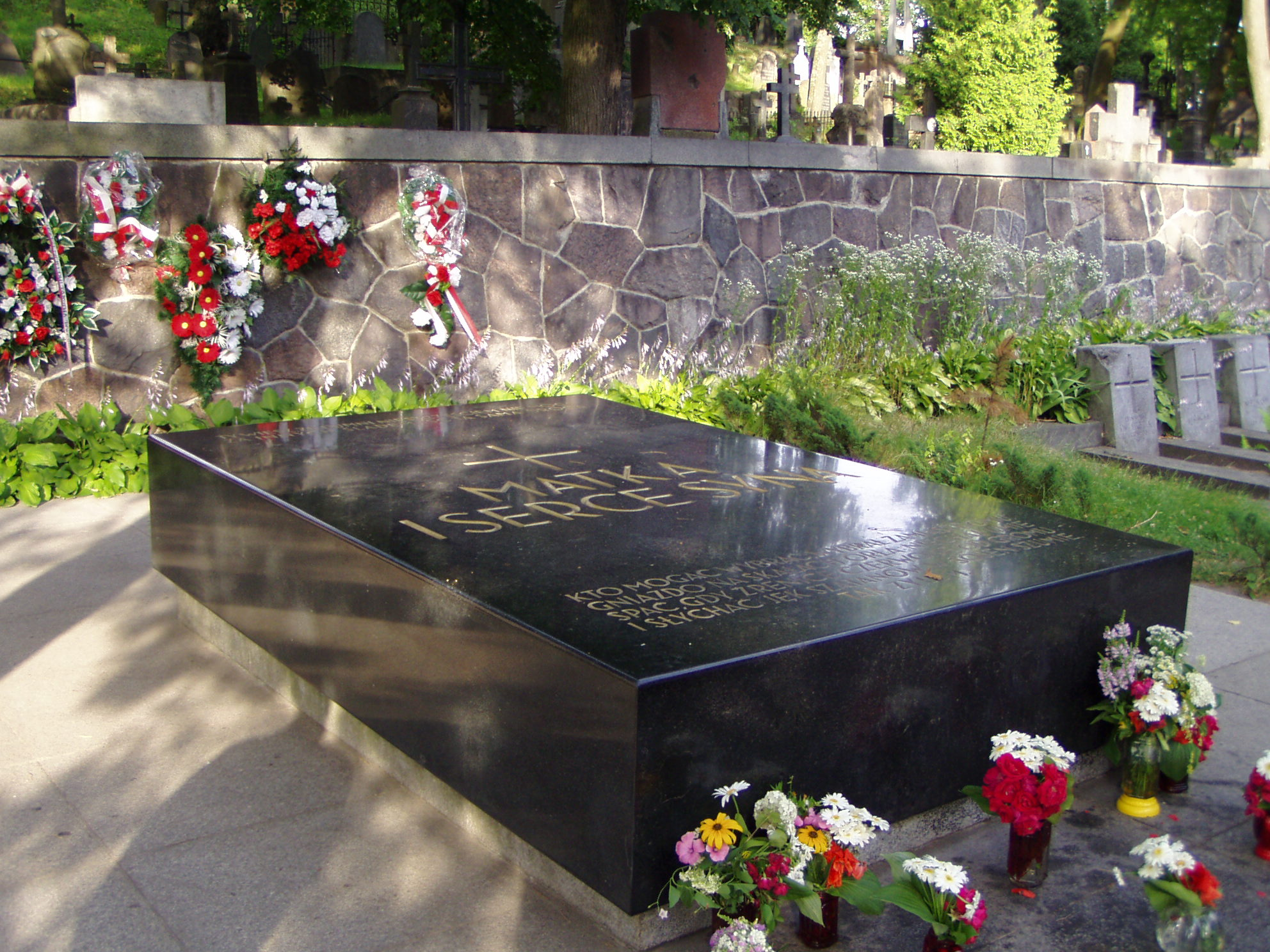
Cmentarz Na Rossie w Wilnie, mauzoleum Matka i Serce Syna, 2004

Maria Piłsudska zmarła 1 września 1884 i została pochowana w Sugintach. 1 czerwca 1935 jej zwłoki ekshumowano i złożono tymczasowo w kaplicy kościoła św. Teresy w Wilnie. 12 maja 1936 trumnę ze zwłokami uroczyście złożono w krypcie mauzoleum na cmentarzu Na Rossie. Obok trumny złożono kryształową urnę z sercem Józefa Piłsudskiego.
Nagrobek wieńczy płyta wykonana z granitu z Bronisławki w województwie wołyńskim. Płyta została obrobiona i oszlifowana przez Bolesława Sypniewskiego w warszawskim Zakładzie Rzeźbiarsko-Kamieniarskim Sypniewski, tam też został wykuty słynny napis na płycie: "Matka i serce syna", razem z cytatami z poematów Słowackiego. Przed mauzoleum aż do zajęcia Wilna przez Armię Czerwoną w 1939 stała warta honorowa harcerzy. W okresie okupacji Wileńszczyzny przez Litwę przed grobem stanęła warta żołnierzy litewskich.

## Dzieci
- Helena Piłsudska (1864–1917)
- Zofia Kadenacowa (1865–3 lutego 1935, żona dr. med. Bolesława Kadenacego; pochowana w Wilnie, na cmentarzu Bernardyńskim[7][8])
- Bronisław Piłsudski
- Józef Piłsudski
- Adam Piłsudski
- Kazimierz Piłsudski
- Maria Juchniewiczowa (1873–1921), żona Cezarego Juchniewicza
- Jan Piłsudski
- Ludwika Majewska (1879–1924), żona Leona Majewskiego; pochowana w Wilnie, na cmentarzu Na Rossie
- Kacper Piłsudski (1881–1915)[9]
- Piotr Piłsudski (ur. i zm. 1882), brat bliźniak Teodory
- Teodora Piłsudska (ur. i zm. 1882), siostra bliźniaczka Piotra

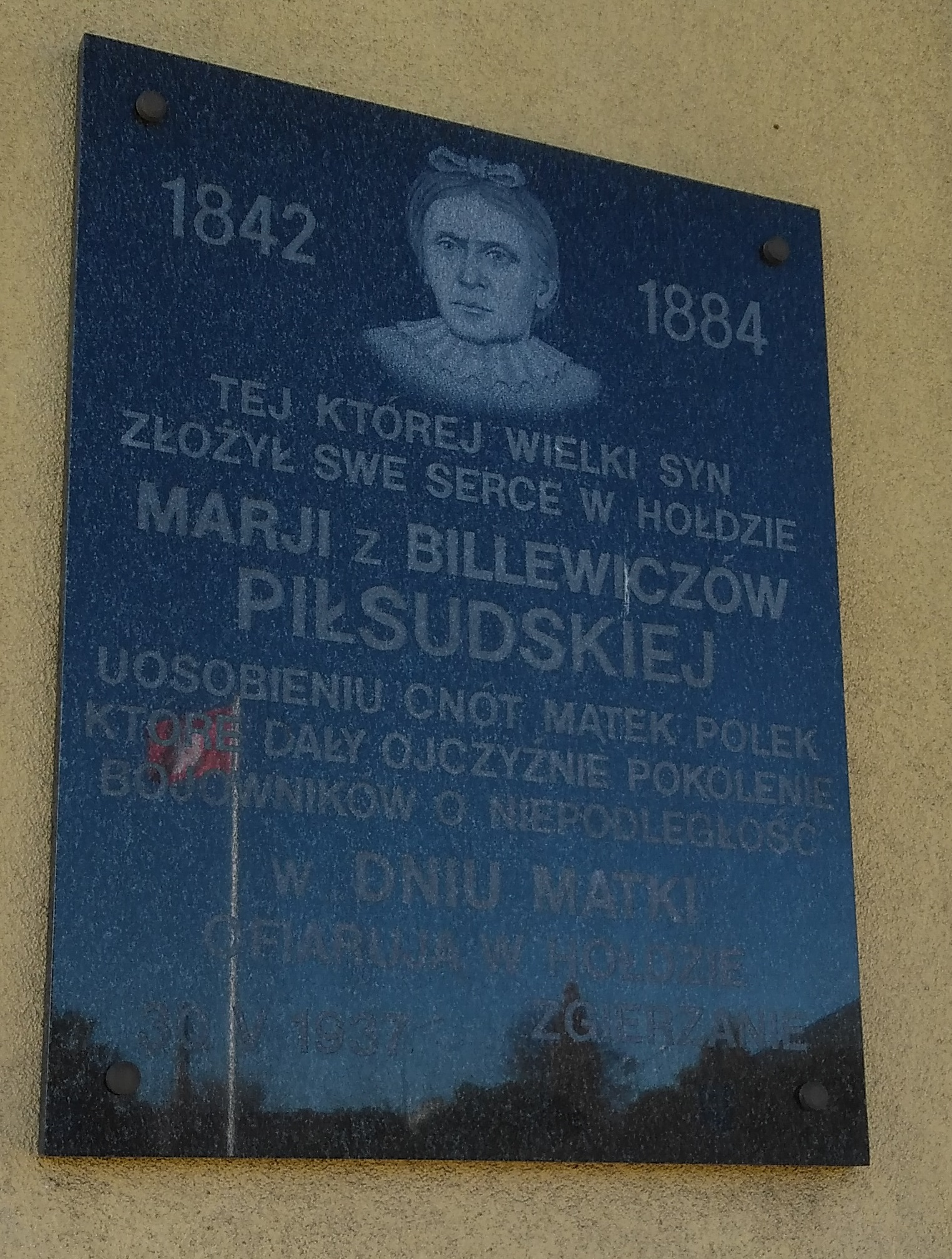
Tablica pamiątkowa w Zgierzu.

## Genealogia
| Prapradziadkowie | Tadeusz Billewicz (zm. 1788) ∞ NN                            | Tadeusz Billewicz (zm. 1788) ∞ NN                            | NN ∞ NN                                                      | NN ∞ NN                                                      | Kownacki ∞ NN                                                | Kownacki ∞ NN                                                | NN ∞ NN                                                      | NN ∞ NN                                                      | Wiktor Michałowski ∞ NN                                             | Wiktor Michałowski ∞ NN                                             | Taraszkiewicz ∞ NN                                                  | Taraszkiewicz ∞ NN                                                  | Butler ∞ NN                                                      | Butler ∞ NN                                                      | Billewicz ∞ NN                                                   | Billewicz ∞ NN                                                   |
| Pradziadkowie    | Adam Billewicz (zm. 1782) ∞ NN                               | Adam Billewicz (zm. 1782) ∞ NN                               | Adam Billewicz (zm. 1782) ∞ NN                               | Adam Billewicz (zm. 1782) ∞ NN                               | Kownacki ∞ NN                                                | Kownacki ∞ NN                                                | Kownacki ∞ NN                                                | Kownacki ∞ NN                                                | Joachim Michałowski (1744–1831) ∞ Ludwika Taraszkiewicz (1784–1838) | Joachim Michałowski (1744–1831) ∞ Ludwika Taraszkiewicz (1784–1838) | Joachim Michałowski (1744–1831) ∞ Ludwika Taraszkiewicz (1784–1838) | Joachim Michałowski (1744–1831) ∞ Ludwika Taraszkiewicz (1784–1838) | Wincenty Butler (zm. 1843) ∞ Małgorzata Billewicz (zm. ok. 1861) | Wincenty Butler (zm. 1843) ∞ Małgorzata Billewicz (zm. ok. 1861) | Wincenty Butler (zm. 1843) ∞ Małgorzata Billewicz (zm. ok. 1861) | Wincenty Butler (zm. 1843) ∞ Małgorzata Billewicz (zm. ok. 1861) |
| Dziadkowie       | Kacper Wincenty Billewicz (zm. ok. 1840) ∞ Kownacka          | Kacper Wincenty Billewicz (zm. ok. 1840) ∞ Kownacka          | Kacper Wincenty Billewicz (zm. ok. 1840) ∞ Kownacka          | Kacper Wincenty Billewicz (zm. ok. 1840) ∞ Kownacka          | Kacper Wincenty Billewicz (zm. ok. 1840) ∞ Kownacka          | Kacper Wincenty Billewicz (zm. ok. 1840) ∞ Kownacka          | Kacper Wincenty Billewicz (zm. ok. 1840) ∞ Kownacka          | Kacper Wincenty Billewicz (zm. ok. 1840) ∞ Kownacka          | Wojciech Michałowski ∞ Elżbieta Butler (zm. 1894)                   | Wojciech Michałowski ∞ Elżbieta Butler (zm. 1894)                   | Wojciech Michałowski ∞ Elżbieta Butler (zm. 1894)                   | Wojciech Michałowski ∞ Elżbieta Butler (zm. 1894)                   | Wojciech Michałowski ∞ Elżbieta Butler (zm. 1894)                | Wojciech Michałowski ∞ Elżbieta Butler (zm. 1894)                | Wojciech Michałowski ∞ Elżbieta Butler (zm. 1894)                | Wojciech Michałowski ∞ Elżbieta Butler (zm. 1894)                |
| Rodzice          | Antoni Billewicz (1815–1860) ∞ Helena Michałowska (zm. 1846) | Antoni Billewicz (1815–1860) ∞ Helena Michałowska (zm. 1846) | Antoni Billewicz (1815–1860) ∞ Helena Michałowska (zm. 1846) | Antoni Billewicz (1815–1860) ∞ Helena Michałowska (zm. 1846) | Antoni Billewicz (1815–1860) ∞ Helena Michałowska (zm. 1846) | Antoni Billewicz (1815–1860) ∞ Helena Michałowska (zm. 1846) | Antoni Billewicz (1815–1860) ∞ Helena Michałowska (zm. 1846) | Antoni Billewicz (1815–1860) ∞ Helena Michałowska (zm. 1846) | Antoni Billewicz (1815–1860) ∞ Helena Michałowska (zm. 1846)        | Antoni Billewicz (1815–1860) ∞ Helena Michałowska (zm. 1846)        | Antoni Billewicz (1815–1860) ∞ Helena Michałowska (zm. 1846)        | Antoni Billewicz (1815–1860) ∞ Helena Michałowska (zm. 1846)        | Antoni Billewicz (1815–1860) ∞ Helena Michałowska (zm. 1846)     | Antoni Billewicz (1815–1860) ∞ Helena Michałowska (zm. 1846)     | Antoni Billewicz (1815–1860) ∞ Helena Michałowska (zm. 1846)     | Antoni Billewicz (1815–1860) ∞ Helena Michałowska (zm. 1846)     |
|                  | Maria Billewicz (1842–1884)                                  |                                                              |                                                              |                                                              |                                                              |                                                              |                                                              |                                                              |                                                                     |                                                                     |                                                                     |                                                                     |                                                                  |                                                                  |                                                                  |                                                                  |